# Su nombre era Dolores, la Jenn que yo conocí
Su nombre era Dolores, la Jenn que yo conocí es una serie de televisión biográfica, producida por BTF Media, Dhana Media, TuyoTV y LatinWe, transmitida en 2017. Está basada en el libro que lleva el mismo nombre escrito por Pete Salgado que trata de la vida de la cantante Jenni Rivera. Protagonizada por Luz Ramos, interpretando a la cantante Jenni Rivera, con Javier Díaz Dueñas, interpretando a Pete Salgado.
La producción de la serie comenzó el 5 de septiembre de 2016 en México y Los Ángeles.

## Sinopsis
El mundo se sorprende ante su llegada: mientras unos la elevan a la categoría de Diva, otros intentan frenar su fracaso.
Lo cierto es que su fama es un misil que nadie puede detener, un lujo que compensa todo previo sinsabor y su llave para convertirse en la artista latina más importante del momento. Pero sobre todo, un arma lista para derribar sus ambiciones en cuanto no pueda mantener la guardia alta.
"Dolores" es la historia de la perfectamente imperfecta madre y padre de cinco hijos, la mariposa de barrio que un día se convierte en La Diva de la banda, la vida de la incansable Jenni Rivera y su equipo.

## Reparto
- Luz Ramos - Jenni Rivera
- Javier Díaz Dueñas - Pete Salgado
- Luis Felipe Tovar - Gabo
- Geraldine Galván - Chiquis Rivera
- Marianna Burelli - Rosie Rivera
- Ricardo Leguízamo - Lupillo Rivera
- María Rojo - Doña Rosa Saavedra
- Tomás Goros - Don Pedro Rivera
- Arnulfo Reyes Sánchez - Pedro Rivera Jr.
- Adrián Alonso - Mikey
- Andrea Ortega-Lee -  Jacquie / Jacquie (17-24)
- Rubén Zamora - Juan López
- Hugo Catalán - Jacob Yebale
- Fernando Alonso - Erick
- Angie Galván - Jacquie Rivera (13-16 años)
- Juan Soler - Porifirio Garrido[8]

- Lumi Cavazos - Gigi Jara
- Regina Orozco - Elena
- Álex Perea - Ferny "Pelón"
- Daniel Martínez - Esteban Loaiza
- Claudette Maillé - Laura Lucio
- Dagoberto Gama - Mario Macías

- Francisco Barcala - Raúl "El Gordo" De Molina

#### Apariciones especiales
- Rodrigo Massa -Taxista ojos verdes
- Alejandro Bracho - Padre Eric
- Enrique Arreola - Trino Marín
- Gilda Haddock - Charytín Goyco
- Alberich Bormann - Chato
- Juan Soler - Eduardo Z
- Juan Manuel Bernal como Ángel del Villar
- Vanessa Bauche como Mari Urdaneta

## Lista de episodios
| Número de episodio | Título                        | Dirección            | Fecha transmisión al aire. |
| ------------------ | ----------------------------- | -------------------- | -------------------------- |
| 1                  | "Welcome to mi vida loca"     | Álvaro Curiel        | 15 de enero de 2017        |
| 2                  | "Los números no mienten"      | Álvaro Curiel        | 15 de enero de 2017        |
| 3                  | "Mexico is the key"           | Álvaro Curiel        | 22 de enero de 2017        |
| 4                  | "Trouble Maker"               | Álvaro Curiel        | 22 de enero de 2017        |
| 5                  | "Pinche Pelón"                | Álvaro Curiel        | 29 de enero de 2017        |
| 6                  | "Primera división"            | Álvaro Curiel        | 29 de enero de 2017        |
| 7                  | "Hoochie Power"               | Álvaro Curiel        | 5 de febrero de 2017       |
| 8                  | "Culpable o Inocente"         | Álvaro Curiel        | Febrero 5 ,2017            |
| 9                  | "Dolores"                     | Alfonso Pineda Ulloa | 12 de febrero de 2017      |
| 10                 | "Cervezas y diamantes"        | Alfonso Pineda Ulloa | 12 de febrero de 2017      |
| 11                 | "Sufriendo a solas"           | Alfonso Pineda Ulloa | 19 de febrero de 2017      |
| 12                 | "Pornogate"                   | Alfonso Pineda Ulloa | 19 de febrero de 2017      |
| 13                 | "El corrido del cinco"        | Alfonso Pineda Ulloa | 26 de febrero de 2017      |
| 14                 | "Madre Soltera"               | Alfonso Pineda Ulloa | 26 de febrero de 2017      |
| 15                 | "Presumida de lo suyo"        | Alfonso Pineda Ulloa | 5 de marzo de 2017         |
| 16                 | "Behind the scenes"           | Alfonso Pineda Ulloa | 5 de marzo de 2017         |
| 17                 | "La gran señora"              | Alfonso Pineda Ulloa | 12 de marzo de 2017        |
| 18                 | "Maldita feria"               | Alfonso Pineda Ulloa | 12 de marzo de 2017        |
| 19                 | "Tres palenques y un funeral" | Alfonso Pineda Ulloa | 19 de marzo de 2017        |
| 20                 | "Chiquis sin control"         | Alfonso Pineda Ulloa | 19 de marzo de 2017        |
| 21                 | "Bitch Boss"                  | Alejandro Aimetta    | 26 de marzo de 2017        |
| 22                 | "Joyas de Fantasía"           | Alejandro Aimetta    | 26 de marzo de 2017        |
| 23                 | "Sombras"                     | Alejandro Aimetta    | 2 de abril de 2017         |
| 24                 | "Lágrimas caen"               | Alejandro Aimetta    | 2 de abril de 2017         |
| 25                 | "Purgatorio"                  | Alejandro Aimetta    | 9 de abril de 2017         |
| 26                 | "Adiós Dolores"               | Alejandro Aimetta    | 9 de abril de 2017         |